# Трійця (Рубльов)
«Трійця» (також «Гостинність Авраама») — ікона Святої Трійці, написана у XV столітті. Є однією з найславетніших російських ікон.

## Опис
Ікона намальована на вертикальній дошці. На ній зображено три ангели, що сидять за жертовником, на якому стоїть чаша з головою тільця, що приноситься в жертву. На фоні представлені будинок (палати Авраама), дерево (дуб Мамврійський) та гора (Храмова гора). Фігури ангелів розташовані так, що лінії їх фігур утворюють замкнене коло. Композиційний центр ікони є чаша. Руки середнього та лівого ангелів благословляють чашу. В іконі немає активної дії та руху — постаті сповнені нерухомого споглядання, які погляди спрямовані у вічність. По фоні, на полях, німбах і навколо чаші є сліди від цвяхів шат.

## Авторство
За традицією, сформованої за Нового часу в Російській імперії, її автором називають Андрія Рубльова. За цією версією саме «Трійця» є найвідомішим з його творів і однією з двох (разом з фресками у Володимирі) збережених робіт, які, як вважають вчені, належать йому. Водночас, навіть послідовні прихильники традиційної версії визнають, що «Трійця» стилістично відрізняється від усіх робіт Рубльова. Тому російським мистецтвознавцям довелося сформулювати тезу (догмат Рубльова), згідно з якою «Трійця» і в творчості самого Рубльова виявлялася винятковим явищем..
Стилістична близькість «Трійці» до італійського живопису і деяких зразків новгородського іконопису може свідчити, що її автором міг бути невідомий автор новгородського (або ж навіть італійського) походження, а сама ікона була вивезена до Москви Іваном Грозним після розгрому та плюндрування ним Новгорода.

## Шати
Як свідчать записи Троїце-Сергієвої лаври, ікона була передана лаврі і «обкладена золотом» саме Іваном IV у 1575 році. В 1600 році вона була заново прикрашена дорогоцінним окладом царем Борисом Годуновим. Колишній золотий оклад Івана Грозного було перекладено з неї спеціально написану при цьому копію. Новий оклад повторив композицію окладу Івана Грозного.
У 1626 році цар Михайло Федорович додав на ікону золоті цяти з емалями та дорогоцінним камінням. У XVIII столітті на ікону одягли срібні золочені карбовані шати (одяг ангелів).
Нинішнє місцезнаходження окладу — Сергієво-Посадський державний музей-заповідник.

## Подальша доля ікони
| Ікона в ризі                                     | Середина XIX століття — 1904 рік | 1904                                                      | 1905-1919 | Сучасний стан |
| ------------------------------------------------ | --- | --------------------------------------------------------- | --- | --- |
|                                                  | |                                                           | | |
| Ікона в ріківському окладі . Світлина 1904 року. | Ікона в 1904 році з щойно знятим окладом. Справжній живопис прихований під шаром запису кінця ХІХ століття. У правому верхньому кутку на фоні — пробне видалення записів, зроблене в 1904 (голова і плече правого ангела і фон з гіркою). | Фотографія «Трійці» після завершення розчищення Гур'янова | Фотографія «Трійці» після поновлення Гур'янова, під суцільним гур'янівським записом. Гур'янівська робота була навіть його сучасниками оцінена вкрай низько, і вже в 1915 дослідник Сичов говорив, що реставрація Гур'янова пам'ятник насправді приховала. | При реставрації 1919 року, крім живопису Рубльова, що дійшла з великими втратами, залишили численні записи Гурьянова і попередніх століть. Мальовнича поверхня ікони нині є поєднанням різночасних шарів живопису. |

До революції 1917 року «Трійця» перебувала у Троїцькому соборі Трійце-Сергієвої лаври, але потім розпорядженням Радянського уряду вона була передана для реставрації у щойно засновані Центральні державні реставраційні майстерні.
Ікона Андрія Рубльова «Трійця» поступила до зборів Державної Третьяковської галереї у 1929 році . Вона прийшла із Загірського історико-художнього музею-заповідника (Сергієво-Посадський музей).
16 липня 2022 року «Трійцю» Андрія Рубльова вивезли з Третьяковської галереї до Трійця-Сергієвої лаври. Ікону надали для богослужінь, незважаючи на протести реставраторів. Ікону помістили в Троїцькому соборі Троїце-Сергієвої лаври на час урочистих заходів на честь 600-річчя набуття мощей святого Сергія Радонезького, запланованих на 17 та 18 липня.